# Cover band
Un cover band (littéralement : « groupe de reprises ») est un anglicisme désignant un groupe musical spécialisé dans les reprises de chansons de groupes ou artistes célèbres. Un cover band peut reprendre les titres d'une décennie particulière, d'une variété de styles, d'artistes, ou de genres ; ou adapter une chanson dans un autre genre ou style que celui de la composition originale (par exemple une version jazz d'une chanson rock). Un cover band joue des morceaux composés et enregistrés par d'autres artistes, généralement des chansons très célèbres. 
Le cover band se distingue du tribute band (littéralement : « groupe d'hommage »), ce dernier reprenant exclusivement la musique d'un groupe particulier.

## Description

The Fab Four, groupe d'hommage aux Beatles. Les membres d'un cover band peuvent également s'habiller et agir comme s'ils simulaient les Beatles.

Un cover band est un groupe musical dont l'objectif principal est de reprendre des groupes reconnus du public. Il joue des chansons écrites et enregistrées par d'autres artistes, généralement des chansons connues (par rapport aux groupes « originaux » qui jouent de la musique qu'ils ont eux-mêmes écrite). Il existe une grande variété de cover bands - certains reprennent des morceaux de décennies particulières, par exemple un cover band des années 1980.
La principale distinction entre un cover band (groupe de reprises) et un tribute band (groupe d'hommage) est que ce dernier se concentre exclusivement sur un seul groupe, alors que le cover band interprète des chansons connues de différents chanteurs et groupes. Comme dans le cas des tribute bands, il existe généralement deux types de cover bands : ceux qui interprètent les chansons le plus fidèlement possible et imitent la version originale, en recherchant une fidélité qui permette au public de l'apprécier telle qu'il la connaît, et les cover bands qui changent le thème musical et réinterprètent les chansons dans un style différent, comme les classiques de la pop ou du rock interprétés dans un style jazz, reggae ou de manière purement instrumentale, etc.
Les orchestres populaires sont similaires aux cover bands, à la différence que ces derniers comptent généralement un plus grand nombre de membres et ont une approche musicale plus orientée vers la fête et la danse.
Les groupes nouveaux ou inconnus font souvent leurs premiers pas en tant que cover band, se produisant dans des lieux tels que des bars, des pubs, des parcs ou dans la rue pour se faire un public et se faire connaître. The Rolling Stones, par exemple, ont sorti trois albums composés principalement de reprises, avant d'enregistrer un album de leurs propres morceaux musicaux. D'autres cover bands, en revanche, se produisent exclusivement lors d'événements privés, par exemple des mariages ou des fêtes d'anniversaire, et peuvent également être connus sous le nom d'orchestre de mariage, d'orchestre de fête ou d'orchestre de reprises à louer. Un groupe dont les reprises consistent principalement en des chansons qui ont été des succès dans les hit-parades est souvent appelé top 40 bands (littéralement « groupe top 40 »).
Contrairement aux ensembles populaires dont ils interprètent la musique, les cover bands vendent rarement des disques ou passent à la radio. Leur activité principale est axée sur les concerts et la musique live, ce qui permet à certains d'entre eux de se forger une réputation et de mener une carrière relativement fructueuse.

## Groupes notables
- AC/DÇU : groupe reprenant en versions parodiques les chansons d'AC/DC
- The Analogues : groupe reprenant les titres des Beatles enregistrés après leur arrêt de la scène et jamais joués en public
- A*Teens : reprises de chansons d'ABBA
- The Australian Pink Floyd Show : groupe de reprise du répertoire et de la scénographie de Pink Floyd
- B3 : reprises de chansons des Bee Gees
- Band from TV : groupe à vocation caritative ne comprenant que des acteurs de séries ou feuilletons américains.
- Les Bidochons : reprises parodiques des Sex Pistols, Rolling Stones, Beatles, Téléphone, grands hits disco, etc.
- Blue Lagoon : diverses reprises de chansons pop
- The Bootleg Beatles : groupe reprenant les chansons des Beatles, avec costumes et instruments d'époque
- Brit Floyd : groupe de reprises du répertoire et de la scénographie de Pink Floyd
- Dark Star Orchestra : reprises de chansons de Grateful Dead
- Dread Zeppelin : reprises reggae des chansons de Led Zeppelin
- Goldmen : reprises des chansons de Jean-Jacques Goldman depuis 2010[9],[10]
- Guildo Horn und die orthopädischen Strümpfe : diverses reprises de schlager allemand
- Hermes House Band : diverses reprises de chansons pop
- Me First and the Gimme Gimmes : reprises de chansons punk rock par plusieurs artistes punk
- The Musical Box : groupe réinterprétant Genesis, époque 1971-1977
- Nouvelle Vague : reprises de chansons de la new wave en version bossa nova
- The Rabeats : reprise des chansons des Beatles
- Richard Cheese and Lounge Against the Machine : reprises comiques de chansons rock et rap
- Steve 'N' Seagulls : reprise en version bluegrass de chansons hard rock ou heavy metal
- Still Collins : groupe de reprises de Genesis et de Phil Collins